# مطابقة (نحو)
المطابقة في علم النحو تعني توافق بين جزأين مترابطين من أجزاء الكلام في العدد (الإفراد والتثنية والجمع) والنوع (التذكير والتأنيث).